# Karlovec
Karlovec (hrvaško Karlovac, nemško Karlstadt ali Carlstadt, madžarsko Károlyváros) je mesto z okoli 40.000 prebivalci (1991 še 60.000) na Hrvaškem. Po velikosti zavzema sedmo ali osmo mesto v državi. Je upravno središče Karlovške županije, sedež poveljstva Hrvaške kopenske vojske in visoke šole uporabnih ved (Veleučilište u Karlovcu). Podno Dubovac se nahaja Narodno svetišče sv. Jožefa.
V mestu je tudi sedež Gornjo-Karlovačke (Gornjekarlovške) eparhije Srbske pravoslavne cerkve, ki obsega celotno južno oz. jugozahodno Hrvaško (južno od Zagreba) brez Dalmacije.
Mesto leži 56 km jugozahodno od Zagreba in 130 km vzhodno od Reke ter je 20 km oddaljeno od meje s Slovenijo. Nahaja se na križišču pomembnih cestnih in železniških smeri iz Zagreba proti Reki in Splitu. Posebnost Karlovca so štiri reke, ki tečejo skozi mesto: Korana, Kolpa, Dobra in Mrežnica. Mesto je znano tudi po številnih zelenih površinah oz. mestnih parkih.

## Zgodovina
Karlovec je bil ustanovljen 13. julija 1579 kot trdnjava za zaščito pred turškimi vpadi, kar je še danes vidno iz njegove »zvezdaste« geometrične urbanistične zasnove. Ime je dobil po ustanovitelju, avstrijskem nadvojvodi Karlu.

## Demografija
Še leta 1991 je štelo prebivalstvo mestnega območja (naselja) Karlovca 60.000 ljudi, potem pa se je začelo postopoma zmanjševati, najprej izrazito zaradi bližine vojnega območja, saj je bilo v mestu nastanjenih veliko število uslužbencev JLA in njihovih družin, potem pa bolj zlagoma. Delež srbskega prebivalstva je v predvojnem času dosegel 25 odstotkov. Prebivalstvo Karlovca ima trend demografskega upada. Leta 2011 je imelo območje Mesta Karlovec 55.705 prebivalcev, 2021 pa 49.377 (približno enako kot leta 2001; 1991 pa še preko 70.000). 
|  | 9968 | 11175 | 12198 | 12912 | 15442 | 16667 | 17448 | 21877 | 26690 | 31842 | 40180 | 47543 | 55031 | 59999 | 49082 | 46833 | 41869 |
|  | 1857 | 1869  | 1880  | 1890  | 1900  | 1910  | 1921  | 1931  | 1948  | 1953  | 1961  | 1971  | 1981  | 1991  | 2001  | 2011  | 2021  |